# South Lebanon (Ohio)
South Lebanon – wieś w USA, w stanie Ohio, w hrabstwie Warren. Według danych z 2012 roku miejscowość miała 4182 mieszkańców.